# Distrikt Huachupampa
Der Distrikt Huachupampa liegt in der Provinz Huarochirí in der Region Lima im zentralen Westen von Peru. Der Distrikt wurde am 24. Juli 1964 gegründet. Er besitzt eine Fläche von 78,8 km². Beim Zensus 2017 wurden 649 Einwohner gezählt. Im Jahr 1993 lag die Einwohnerzahl bei 455, im Jahr 2007 bei 1566. Sitz der Distriktverwaltung ist die 2920 m hoch gelegene Ortschaft San Lorenzo de Huachupampa mit 444 Einwohnern (Stand 2017). San Lorenzo de Huachupampa befindet sich 26 km nordwestlich der Provinzhauptstadt Matucana.

## Geographische Lage
Der Distrikt Huachupampa befindet sich in der peruanischen Westkordillere im westlichen Norden der Provinz Huarochirí. Der Río Santa Eulalia durchquert den Distrikt in südwestlicher Richtung.
Der Distrikt Huachupampa grenzt im Westen an den Distrikt San Antonio, im Norden an den Distrikt Arahuay (Provinz Canta), im Osten an die Distrikte Laraos und San Juan de Iris sowie im Süden an den Distrikt San Pedro de Casta.

## Ortschaften
Neben dem Hauptort gibt es folgende größere Ortschaften im Distrikt:
- Vicas